# Parti national slovène
Le Parti national slovène (en slovène : Slovenska Nacionalna Stranka, SNS) est un parti politique nationaliste slovène, dirigé par Zmago Jelinčič Plemeniti (sl) depuis sa fondation le 17 mars 1991.

## Idéologie
Le SNS se caractérise dès ses débuts par son nationalisme slovène et par son hostilité à l’égard des migrants, principalement issus de l’ex-Yougoslavie. Il affirme à la fois sa volonté de « rendre la Slovénie aux Slovènes » en combattant l'immigration et son souhait de voir la Slovénie étendre ses frontières sur la base de revendications irrédentistes. Son programme énonce l'établissement d'une « Grande Slovénie » à travers l'annexion de territoires autrichiens, italiens et croates.
Le parti est connu pour son euroscepticisme et son opposition à l'adhésion à l'OTAN,. Il manifeste une sympathie pour la résistance slovène au fascisme et pour l'ancien régime communiste yougoslave de Tito. 
Si certaines sources le décrivent comme étant un parti de gauche,, en particulier sur le volet économique, la plupart d'entre-elles le considèrent toutefois comme un parti de droite,, ou d'extrême droite,. Pour les enseignants-chercheurs de l'université de Ljubljana, le parti combine à la fois des éléments idéologiques de gauche et de droite. Bien que le parti refuse de se situer lui-même sur l'échiquier politique, son président se déclara comme de gauche lors d'une interview au magazine Mladina en 2000.
En matière économique, il s'oppose à la privatisation des entreprises d'État et à l'introduction de taxes foncières, tandis qu'il soutient une augmentation du salaire minimum. Toutefois, il reste généralement ambigu sur les questions économiques et financières, secondaires dans son programme.
Contrairement à d'autres formations d'extrême droite d'Europe de l'Est, il ne se réclame pas du christianisme et plaide pour une séparation approfondie entre l'Église et l'État. Il est également opposé aux droits LGBT et fait de la critique de l'islam une question centrale en affirmant que l'immigration musulmane est source de troubles sécuritaires. 

## Histoire
Rapidement après sa création, le SNS est suspecté d'être doté d'une milice paramilitaire ; cependant, il évite de justesse une dissolution sur décision de justice. Dès 1992, le parti est traversé par d'importantes divisions causées par des divergences idéologiques et des inimitiés personnelles, qui vont perdurer pendant de nombreuses années. Le parti connaît de multiples scissions qui conduisent à la fragmentation de l'extrême droite slovène et à la chute des résultats électoraux du SNS, qui ne parviendra jamais à renouveler le bon résultat électoral (10 %) obtenu en 1992. Le parti doit également faire face à la concurrence de la droite traditionnelle représentée par le Parti démocratique slovène qui se radicalise sous la direction de Janez Janša et reprend à son compte une partie du programme nationaliste du SNS.
En septembre 2008, il obtient 56 492 voix lors des élections parlementaires, soit 5,46 % et 5 députés. Il perd un élu par rapport à octobre 2004.
En outre, en 2010, un parlementaire du SNS, Srečko Prijatelj, écope d'une peine de prison pour corruption.
Le parti a obtenu 2,21 % des suffrages exprimés lors des élections législatives du 13 juillet 2014, et n'a remporté aucun siège à l'Assemblée nationale. Le 3 juin 2018, il obtient 4,19 % des suffrages exprimés aux élections législatives et effectue son retour à l'Assemblée nationale après dix années d'absence.

## Résultats électoraux

### Élections législatives
| Année | Voix    | %    | #      | Députés | Gouvernement        |
| ----- | ------- | ---- | ------ | ------- | ------------------- |
| 1992  | 119 091 | 10,0 | 4e     | 10 / 90 | Opposition          |
| 1996  | 34 422  | 3,2  | 7e ()  | 4 / 90  | Opposition          |
| 2000  | 47 214  | 4,4  | 7e ()  | 4 / 90  | Opposition          |
| 2004  | 60 750  | 6,3  | 6e ()  | 6 / 90  | Opposition          |
| 2008  | 56 601  | 5,5  | 5e ()  | 5 / 90  | Opposition          |
| 2011  | 19 542  | 1,8  | 8e ()  | 0 / 90  | Extra-parlementaire |
| 2014  | 19 069  | 2,2  | 10e () | 0 / 90  | Extra-parlementaire |
| 2018  | 37 182  | 4,2  | 9e ()  | 4 / 90  | Opposition          |
| 2022  | 17 736  | 1,5  | 14e () | 0 / 90  | Extra-parlementaire |

### Élections présidentielles
| Année     | Candidat                      | 1er tour        | 1er tour        | 1er tour        | 2e tour         | 2e tour         | 2e tour         |
| Année     | Candidat                      | Voix            | %               | #               | Voix            | %               | Élu             |
| --------- | ----------------------------- | --------------- | --------------- | --------------- | --------------- | --------------- | --------------- |
| 1992 (sl) | Pas de candidat               | Pas de candidat | Pas de candidat | Pas de candidat | Pas de candidat | Pas de candidat | Pas de candidat |
| 1997 (sl) | Pas de candidat               | Pas de candidat | Pas de candidat | Pas de candidat | Pas de candidat | Pas de candidat | Pas de candidat |
| 2002 (sl) | Zmago Jelinčič Plemeniti (sl) | 97 178          | 8,49            | 3e              | Non qualifié    | Non qualifié    | Non qualifié    |
| 2007 (sl) | Zmago Jelinčič Plemeniti (sl) | 188 951         | 19,16           | 4e              | Non qualifié    | Non qualifié    | Non qualifié    |
| 2012      | Pas de candidat               | Pas de candidat | Pas de candidat | Pas de candidat | Pas de candidat | Pas de candidat | Pas de candidat |
| 2017      | Pas de candidat               | Pas de candidat | Pas de candidat | Pas de candidat | Pas de candidat | Pas de candidat | Pas de candidat |

### Élections européennes
| Année | Voix   | %   | #     | Députés | Groupe              |
| ----- | ------ | --- | ----- | ------- | ------------------- |
| 2004  | 21 883 | 5,0 | 6e    | 0 / 7   | Extra-parlementaire |
| 2009  | 13 227 | 2,9 | 8e () | 0 / 7   | Extra-parlementaire |
| 2014  | 16 210 | 4,0 | 9e () | 0 / 7   | Extra-parlementaire |
| 2019  | 18 972 | 4,0 | 8e () | 0 / 7   | Extra-parlementaire |